# 中継電話
中継電話（ちゅうけいでんわ）は、加入電話の通話において、その加入電話会社とは別の電話会社の電話回線を中継回線として利用する電気通信役務である。中継系電話とも言う。

## 加入電話の中継電話
NTT東日本・NTT西日本の加入電話通話において、市内・県内通話は同社、県外通話はNTTコミュニケーションズ以外の電気通信事業者が電話回線（中継回線）を加入者に提供する。通話料金は中継電話会社から別途加入者に請求されることが多い。

## 加入電話以外における中継電話
相互接続方式の中継電話は、その元となる電話会社（NTT東西の加入電話など）と相互接続する必要があるため、逆に言うとNTT東西の加入電話以外の固定系電話会社（各社の直収電話、CATV電話、ひかり電話、050IP電話など）においては、わざわざ他社回線を中継させる理由はないため、他社の相互接続方式の中継電話は利用できない場合が殆どである。

## 携帯電話の中継電話
携帯電話・PHSの電話網による中継電話は、アクセスポイント方式で提供されていたが（一部サービス終了）、電気通信事業者選択番号前置きによる、やや安価な通話料での通話が、2013年より提供されている。なお、スマートフォン等から利用できる050番号付与のインターネット電話とは異なり、回線交換で提供されている。
- G-Call
- 楽天でんわ（IIJ、DMM等他社の類似サービスも請け負っている）
- ブラステル

（2015年現在）
なお、携帯電話の料金プランによっては特定の条件（家族間、同一携帯電話会社間、一律10分間までなど）で無料通話となるものも多いが、そのような無料通話となる通話であっても上記のサービスを利用すれば有料通話となるので注意が必要。
2016年現在MVNOの通話サービスは完全従量制・通話定額サービス別契約の物が多いので、その場合は通話定額サービスを契約する程の通話時間でなければ中継電話サービスを利用した方が料金的には有利となる。

## 接続方式

### 相互接続方式
1. NTT東日本・NTT西日本が提供する加入電話から発信し、同社の加入電話（市内通話・同一県内への市外通話・県外への通話）に着信させる際に、新電電の中継電話回線を利用するサービス。
  - 優先接続制（マイライン）があり、電話会社を事前登録すれば、電話事業者識別番号をダイヤルする必要はない。
  - 発信側の指定も優先接続制の適用も無い場合には、NTT東日本・NTT西日本は地域会社であるため、回線自体はNTTコミュニケーションズが利用される。[5]
2. NTT東日本・NTT西日本が提供する固定電話回線から発信し、携帯電話・PHSに着信させる際に、中継電話回線を提供するサービス
  - 優先接続制が現状なく、選択中継制となっており、中継電話事業者識別番号を携帯電話番号の前に付けてダイヤルする必要がある。電話機によっては電話帳の携帯電話番号にプレフィックスで識別番号を登録したり、独自の機能に登録することによって識別番号を省略することができるものもある。（Least Cost Routing参照）
  - PHSへの接続は、2013年から一部事業者が順次開始した。詳細は「マイライン#マイライン参加企業と事業者識別番号」参照。

### アクセスポイント方式
固定電話や公衆電話からアクセスポイントに電話を発信し、IVRでID番号などの認証を行い、続けて相手先電話番号（市外・海外）をダイヤルすることで中継電話利用となる方式。加入電話の中継電話とは異なる独自の料金設定を行っている。サービスによって市外電話もしくは国際電話専用であったり、海外から日本宛への国際電話に対応している。なお、殆どのサービスは2010年代までには終息した。
- クレジット通話（中継電話料金と合算請求） - NTTカードC (Ncom) ・IDキャッシュレスカード（市外専用）/ホームダイヤル（日本宛国際電話）(SBTM) ・KDDIカード（旧ケイディディ）
- クレジットカード通話（クレジットカード決済） - 0055クレジットカード通話（KDDI・旧ケイディディ）・0065クレジットコール (SBTM)
- プリペイドカード型（コンビニエンスストアや空港などで発売） - KDDIスーパーワールドカード・ワールドプリペイドカード (Ncom)
- VoIPを活用した廉価型 - スーパーテレフォン（楽天コミュニケーションズ）・JENS ipPhone（AT&T→SBTM、サービス終了済）など。海外の事業者と提携し在日外国人向けに発売されている商品もある。

## 歴史

### 1980年代
1987年に日本テレコム（現ソフトバンク）と旧第二電電（現KDDI）・旧日本高速通信（現KDDI）ら新電電会社によって開始された市外通話が、一般的認知としては最初である。国際電話においても日本の接続点や関門局から相手国までの間は中継回線を用いるため、中継電話の一種とされている。いずれも、1998年のみなし契約が解禁されるまでは利用したい新電電と書面で市外電話や国際電話サービスの申込契約を締結しなければならなかった。
料金が経由する事業者ごとに積算され、中継事業者が加入者から徴収する方式であった。そのため、中継電話会社の接続点のある地域（東京23区や大阪市など全国の主要都市）の間では、従来のNTTのみの利用よりも安い通話料金で利用することができたが、接続点から遠い地域では、料金の低減効果が無い、あるいはNTTの方が安い場合もあった。
新電電各社は接続点設置地域を設立母体のインフラを活用して徐々に拡大し、発信元と着信先の市外局番から最も安い電話会社を選ぶ自動回線選択装置の獲得競争、東京⇔大阪間など主要都市間の通話料を引き合いに出したNTT料金との比較広告が行われていた。

### 1990年代
1994年4月から中継電話会社が加入者から徴収する料金を決定し、その中から他の電気通信事業者への接続料金（アクセスチャージ）を支払うエンドツーエンド料金方式に変更。これにより接続点の概念が消えた。1997年に公衆交換電話網と他社網の回線接続や料金計算に関するルールが改正されたことを契機に、翌1998年1月にサービスインした『東京電話』(TTNet) など、市内通話も中継電話として提供する事業者が出始めた。
1998年7月に国際電信電話（後のケイディディ→KDDI）が国内中継電話に参入する際にそれまで同社の国際電話しか認められなかった「みなし契約」が新電電に解禁された。NTTの加入者は協定を締結した新電電の加入者であるとみなされ、新電電の識別番号をダイヤルすることで事前契約無しで新電電が利用でき、通話料は加入電話料金と合算でNTTが収納代行を行うものであった。

### 2000年代
2001年に優先接続登録サービスであるマイラインが開始されると、日本テレコム・KDDIが市内電話に参入すると同時に割引サービスを拡充し、NTTグループと新電電間でマイラインの獲得競争が激しくなった。
2002年にソフトバンクBBからVoIPを用いたIP電話である「BBフォン」が開始され、同一事業者間通話では通話料が無料であるなど価格崩壊を引き起こした。また、2003年には050番号による異なるIPSPや加入電話との相互通話が可能となり、IPSP (ISP) の参入が相次いだ。ただし個人向けは一般的にセカンダリ電話で加入者電話と同様の0AJ電話番号の使用ができないため、加入電話から置き換える動きは大きくなかった。
2004年4月に携帯電話への発信も固定電話側がエンドツーエンドで料金設定できるようになり、中継電話サービスの一種としてサービスが開始された。一方でNTT東・西の公衆交換電話網の接続料金が値上げされたことから、それ以来は通話料金単価の値下げはほぼ行われていない。
また2004年から、加入電話からの番号ポータビリティが可能な、直収電話・FTTHのブロードバンドインターネット接続とIP電話との組み合わせが開始され、それらが広告・営業の中心となった。

### 2010年代
2015年からは、NTT東日本・NTT西日本の光回線サービスの卸売が開始された。また、加入電話の契約数は固定電話の過半数を割った。

## IP網への移行
情報通信審議会の電話網移行円滑化委員会において、IP網への移行（PSTNへのマイグレーション）に際しマイラインを廃止し、全国一律料金の通話区分のない「メタルIP電話の通話サービス卸」に順次移行することにつき、参加事業者間での共通認識を共有した。
要望事業者が全額負担することを前提に、(00XY)番号の中継選択機能・(00XY)(0AB0)番号の付加サービスのためのメタルIP電話のルーティング機能を具備する。
ひかり電話については、一部の番号を除く(0AB0)番号の付加サービスのみ対応している。(00XY)番号については、今後も対応の予定はない。